# Optimus (robô)
Optimus, também conhecido como Tesla Bot, é um humanoide robótico conceitual de propósito geral em desenvolvimento pela Tesla. Foi anunciado no evento do Dia da Inteligência Artificial (AI) da empresa em 19 de agosto de 2021, e um protótipo foi mostrado em 2022. Musk declarou em 2022 que o Optimus "tem o potencial de ser mais significativo do que o negócio de veículos [da Tesla] ao longo do tempo.".
O Optimus deve entrar em produção limitada em 2025, com planos para mais de 1.000 unidades serem usados nas instalações da Tesla e a possibilidade de produção para outras empresas em 2026. Durante o evento "We, Robot", em outubro de 2024, Musk afirmou que o Optimus seria capaz de realizar uma ampla gama de tarefas cotidianas dentro e fora de casa, e estimou que o robô estaria disponível para compra por cerca de US$ 30.000.

## História
Em 7 de abril de 2022, uma exibição do produto foi apresentada nas instalações de fabricação da Tesla Giga Texas durante o evento Cyber Rodeo. Musk disse que espera ter o robô pronto para produção até 2023 e afirmou que a Optimus acabará sendo capaz de fazer “qualquer coisa que os humanos não queiram fazer”. Especificamente no dia de IA de setembro, o robô Tesla Optimus entrou no palco sem ajuda (foi a primeira vez que o robô andou sem ajuda de guindastes etc.) e acenou para a multidão antes de sair novamente.
Em junho de 2022, Musk anunciou o modelo de exibição no evento (AI) Day e a abertura do Giga Texas não se parecerá em nada com o primeiro protótipo que a Tesla espera revelar no final de 2022.
Em setembro de 2022, protótipos semifuncionais da Optimus foram exibidos no segundo AI Day da Tesla. Um protótipo era capaz de andar pelo palco e outra versão mais elegante podia mover seus braços.

### Especificações
O Tesla Bot está planejado para medir 170cm de altura e pesar 57 kg. De acordo com a apresentação feita durante o primeiro evento do AI Day, um Tesla Bot será “controlado pelo mesmo sistema de IA que a Tesla está desenvolvendo para o sistema avançado de assistência ao motorista usado em seus carros” e terá uma capacidade de carga de 20kg. As tarefas propostas para o produto são aquelas que são "perigosas, repetitivas e chatas", como a assistência à fabricação.

## Recepção

### Reações iniciais
Logo após o evento, muitas publicações reagiram com ceticismo sobre o produto proposto. A Bloomberg News alegou que tal produto constituía um "desafio da missão" e estava fora das "iniciativas de energia limpa da empresa". O Washington Post argumentou que "a Tesla tem um histórico de exagerar prazos e prometer demais em seus lançamentos de produtos e apresentações para investidores". O The Verge também observou que a história da Tesla está repleta de ideias fantasiosas que nunca deram certo... Bot se revela como um "pouco bizarro e brilhante de tolice".
O progresso feito com os protótipos mostrados no segundo AI Day foi elogiado por alguns comentaristas. Outros comentaristas estipularam que tudo o que foi mostrado nessas últimas apresentações já havia sido realizado por outros programas de robótica, e que parece haver pouco para sugerir que a Tesla poderia "superar outras empresas que trabalham em coisas semelhantes".

### Opiniões de especialistas
Carl Berry, professor de engenharia robótica, descreveu a apresentação do Dia da IA como "a propaganda exagerada de sempre". Após a exibição do Tesla Bot no evento Cyber Rodeo, o cientista Gary Marcus afirmou que "apostaria que nenhum robô será capaz de realizar todas as tarefas humanas até o final de 2023".
A Deutsche Welle citou especialistas que o chamaram de "golpe completo e absoluto", questionaram o quão avançado realmente era e criticaram a escolha de uma forma humanoide.